# Oris-en-Rattier
 Oris-en-Rattier  es una población y comuna francesa, en la región de Ródano-Alpes, departamento de Isère, en el distrito de Grenoble y cantón de Valbonnais.

## Demografía
| 79 | 64 | 48 | 63 | 74 | 83 |
| Para los censos de 1962 a 1999 la población legal corresponde a la población sin duplicidades (Fuente: INSEE [Consultar]) |    |    |    |    |    |